# Dynapac
Dynapac은 스웨덴 칼스크로나에 위치한 건설기계 제조사이다.
아스팔트 페이버나 MTV 장비,다짐장비와 콜드 플래너를 생산한다
1934년에 설립되었으며 현재 7개국의 자회사를 두고있다.
2017년 프랑스의 Fayat Group에 인수되어 현재는 Fayat의 계열사가 되었다.

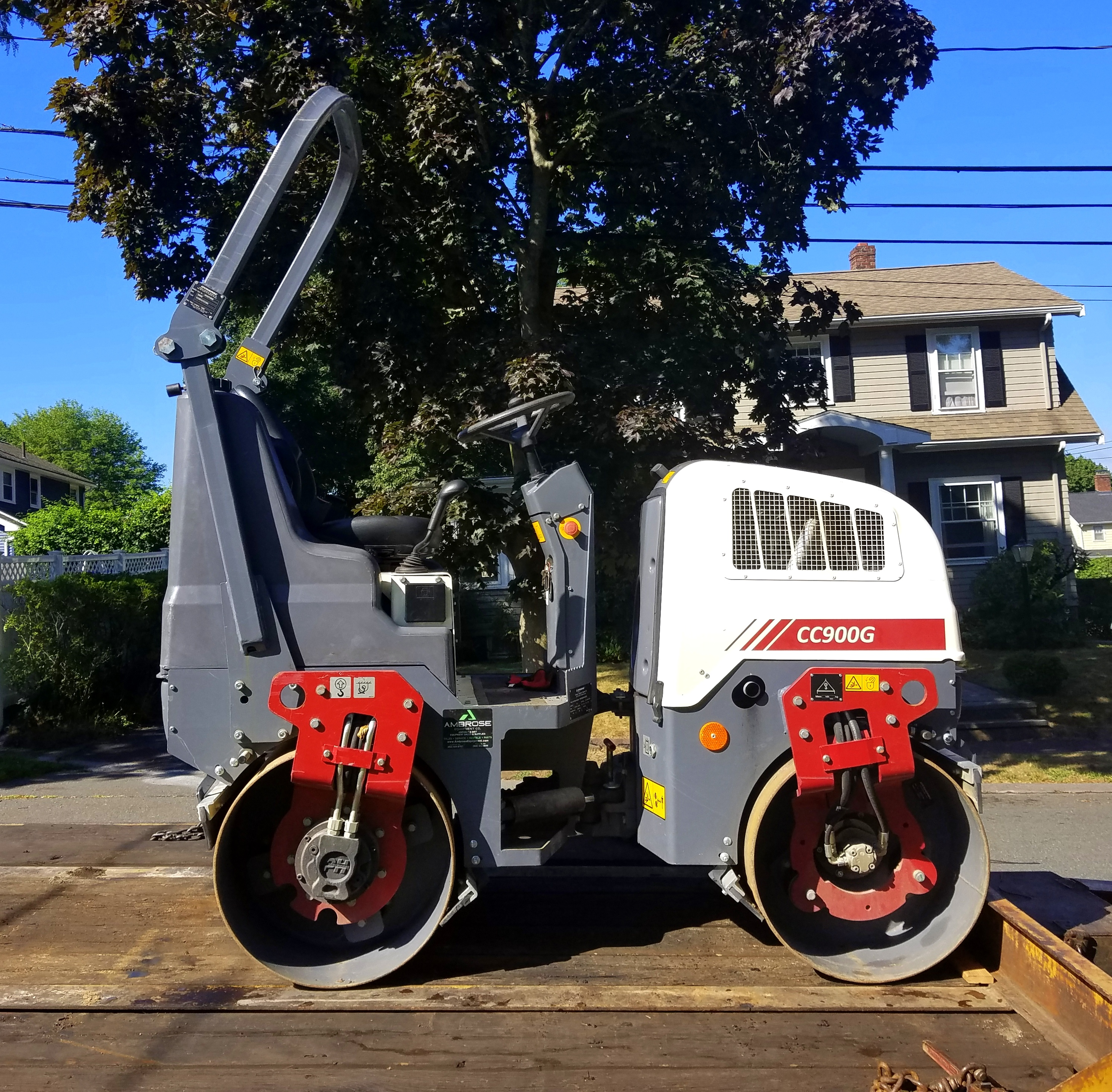
다이나팩 탠덤 로울러

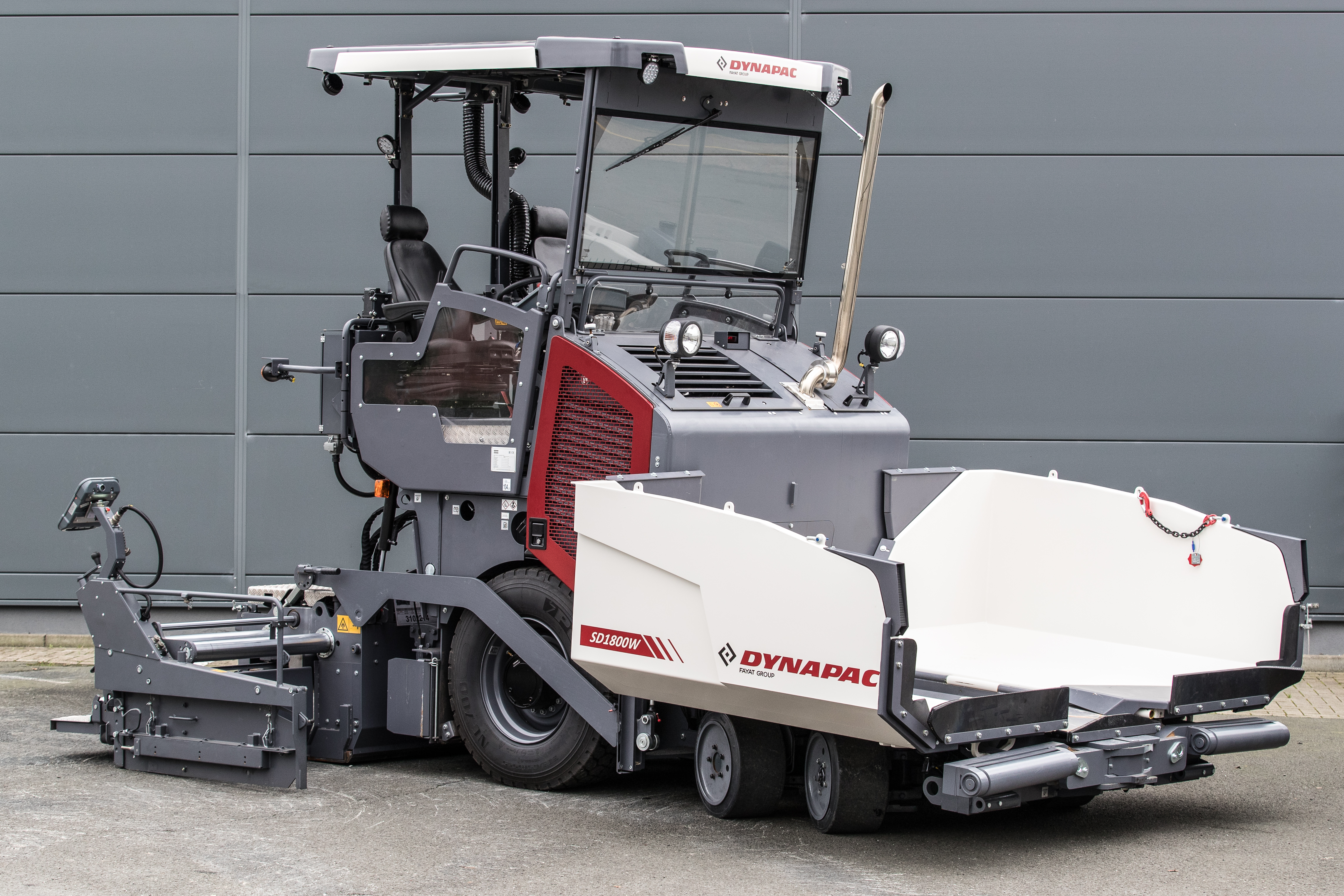
다이나팩 페이버

## 역사
다이나팩은 1934년 스웨덴 스톡홀름에서 AB Vibro-Betong이라는 이름으로 설립되었다.
1940년에 회사이름을 AB Vibro-Verken으로 변경되었다.
1947년에는 최초로 1.5톤의 무게를 지닌 진동 플레이트 콤팩터를 출시했으며 별명은 '개구리'라고 불렸다.
1948년에는 연구소를 열었다
1953년에는 최초로 진동 로드 로울러를 제조했다
1960년에는 칼스크로나 부지에 롤러와 기술센터가 열렸다
1970년에 출시된 CA25는 세계 첫 다짐 롤러가 되었다
1973년에는 Dynapac Maskin AB로 사명을 변경하였다,Dynapac은 회사의 제품 범위를 확장했다
1978년에는 스웨덴의 Salco를 인수했다.
1979년에는 프랑스의 Vibratechniques를 인수했다
1981년에는 일본의 와타나베 기계공업을 인수하여 일본시장에 진출한다.
1993년에는 일본의 히타치 건기와 기술협력을 한다.
2년 후인 1995년에는 독일의 Demag Schrader를 인수했다.
2007년에는 스웨덴의 아트라스 콥코(Atlas Copco)에 인수된다.
2017년도에는 프랑스의 Fayat Group에 인수되어 Fayat Group의 일부가 되었다.

## 조직
다이나팩의 주요 위치는 스웨덴에 칼라스코나와 독일의 바르덴부르크에 있다.
제조공장
- 바르덴부르크,독일
- 칼라스코나,스웨덴
- 텐진,중국
- 푸네,인도
- 소로카바,브라질

유통센터
- Hoechst,벨기에
- 상하이,중국
- 샬럿,미국

## 제품
- 아스팔트 롤러(탠덤로울러,콤비 로울러,머캐덤 로울러,타이어 로울러)
- 소일 콤팩터(싱글드럼 로울러,탬핑 콤팩터)
- 소형기계(트렌치 콤팩터,전후진 콤팩터,핸드 가이드 로울러,램머.진동 플레이트 콤팩터,믹스 스프레더)
- 아스팔트 페이버
- MTV(모바일 피더)